# Chiroderma salvini
Espèce
Statut de conservation UICN

 LC  : Préoccupation mineure
Chiroderma salvini est une espèce de chauves-souris.